# Piotr Parczewski
Piotr Parczewski herbu Nałęcz (ur. ok. 1598, zm. 6 grudnia 1658 lub 15 lutego 1659) – biskup żmudzki od 9 grudnia 1649 i smoleński od 1636, sekretarz królewski.

## Życiorys
Pochodził z rodziny prawosławnej. Po przejściu na katolicyzm wstąpił do seminarium wileńskiego, wysłany został do seminarium papieskiego w Braniewie. Naukę kontynuował na Akademii Wileńskiej, gdzie otrzymał w 1622 tytuł magistra nauk wyzwolonych i filozofii. Promowany na doktora teologii, wyświęcony na kapłana, został w 1628 prepozytem starodubowskim. W 1630 został mianowany administratorem diecezji smoleńskiej i archidiakonem smoleńskim. W czasie wojny polsko-rosyjskiej 1632–1634 pozostał w oblężonym Smoleńsku. W 1635 Władysław IV Waza mianował go pierwszym biskupem smoleńskim. Udał się do Rzymu by uzyskać zatwierdzenie papieskie dla nowej diecezji, co nastąpiło 1 września 1636. Kilka dni później został konsekrowany na biskupa przez kardynała Giovanni Battista Pamphilj, który został papieżem Innocentego X w 1644 roku.
Jako biskup smoleński zwiększył liczbę parafii w swojej diecezji, przyczynił się do utworzenia kapituły smoleńskiej. Przeprowadził także synod diecezjalny.
W 1649 przeniesiony na biskupstwo żmudzkie, został mianowany prepozytem gieraniońskim. W 1651 przeprowadził wizytację diecezji i synod diecezjalny.
W czasie potopu szwedzkiego, 18 sierpnia 1655 podpisał akt poddania Wielkiego Księstwa Litewskiego królowi szwedzkiemu Karolowi X Gustawowi. 20 października podpisał akt unii szwedzko-litewskiej w Kiejdanach.